# Centrocampista
En el fútbol un medio, mediocampista, mediocentro, enganche, pivote, volante ofensivo, volante interior o cinco es el futbolista que se desempeña en el centro del campo, en el cual se ubica adelante de los defensores y atrás del delantero. Sus funciones son variadas y dependen mucho de las características del jugador. Por ejemplo, las tareas de un centrocampista defensivo son dar equilibrio al equipo entre la defensa y el ataque; aunque la evolución de esta posición, una de las más importantes en el fútbol, hace que el centrocampista de la actualidad sepa dar equilibrio al equipo robando el balón al equipo contrario, pero también con capacidad para construir el juego, dar pases a los delanteros y marcar goles.

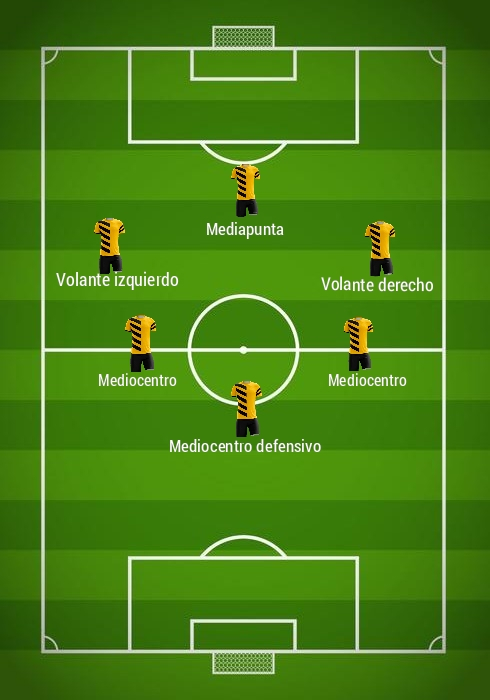
Centrocampistas en el campo de fútbol.

## Origen
Se atribuye el origen del término "volante" al centrocampista Carlos Volante, en su etapa como jugador del C. R. Flamengo con Flavio Costa como entrenador.

## Formaciones
En el esquema tradicional 1-1-3-5, de los 5 atacantes, los dos interiores derecho (8) e izquierdo (10) cumplían una función de construcción de juego y jugaban más retrasados que los extremos derecho (7) e izquierdo (11) y el centrodelantero (9). Este esquema ha sufrido variaciones en el tiempo. Una de sus primeras transformaciones fue cuando los dos laterales pasaron a ser defensas y los interiores del ataque derecho (8) e izquierdo (10) quedaron como mediocampistas puros, para formar el esquema 4-3-3, muy común en los años 1970.
Antes, en los años 1950 fue famosa la táctica de jugar con solo 2 mediocampistas (el hiper ofensivo 4-3-3), que hoy en día ya no se aplica.
Desde los años 1990 se utiliza con más frecuencia la táctica 4-3-1-2, que puede ser catalogada como básica, por ser un balance entre juego ofensivo y defensivo, aunque muchos entrenadores prefieren eliminar el enganche y alinear dos mediocampistas centrales —uno se dedicará un poco más a la creación de jugadas que el otro, pero aun así no dejará de ser principalmente un mediocampista de contención— con dos mediocampistas mixtos por los laterales (4-4-2), o restar un jugador a la defensa y formar un 3-4-1-2 (con enganche). Otras variantes son el 3-5-2 o el 3-3-2-2.
También puede aplicarse la táctica de tres centrales, uno de los cuales actúa de libre y dos laterales carrileros, una variante 5-3-1-1.

## Categorías de centrocampistas

### Mediocampista defensivo
Dentro del once titular el mediocampista defensivo, también llamado mediocentro defensivo o pivote —apocopado en sus siglas como MCD en el argot futbolístico—, en la antigua numeración que indicaba las posiciones en el campo, suele llevar los dorsales 5 o 6. Es el centrocampista que se encarga de realizar labores de contención, recuperación y destrucción del juego ofensivo del rival. Las formaciones más comunes en las que se utiliza esta demarcación son 4-2-3-1 (en este caso haciendo de doble pivote con otro MCD), 4-3-3 (en este caso el MCD estaría solo por detrás de una pareja de mediocentros o interiores organizadores), 4-4-2 en rombo (siendo el último de la línea media) y 4-1-4-1 (en una demarcación con funciones de líbero, liberando del cometido al defensor). Debido a esta labor defensiva y sus virtudes, algunos MCD pueden ocupar el puesto de defensa central. Algunos ejemplos de mediocentros defensivos son Fernando Redondo, Pep Guardiola, Lothar Matthäus, Bastian Schweinsteiger, Rodri Hernández, Gennaro Gattuso, Sami Khedira, Javier Mascherano, Didier Deschamps, Esteban Cambiasso, Michael Ballack, Patrick Vieira, Xabi Alonso, Casemiro, Claude Makélélé o Sergio Busquets. También hay ejemplos más recientes como Moisés Caicedo, Aurélien Tchouaméni o Declan Rice.

### Mediocampista central
Dentro del once titular el mediocampista central, también llamado mediocentro, y dependiendo de las características y funciones del jugador en el terreno de juego, portando de manera genérica cualquier número asociado al mediocampo. Dentro de esta demarcación —MC— puede haber jugadores con distinto perfil, pudiendo ser de corte más dinámico o, por el contrario, con mejor visión de juego y facultades para organizar el juego del equipo (lo que se llamaría mediocentro organizador). Este último es el más importante en esta posición y se encarga de elaborar y distribuir el juego del equipo, por lo que es una de las posiciones más exigentes e importantes dentro de una formación. Las formaciones más comunes en las que se utiliza esta demarcación son 4-3-3, 4-4-2 o 4-1-4-1. Hay mediocentros organizadores que también pueden jugar como mediapuntas, ya que sus labores se asemejan. También pueden jugar mediocentros de corte más defensivo, pero a la vez con una buena visión de juego, lo que se denomina mediocentro mixto o box-to-box (de área a área) por su recorrido cubriendo todas las secciones del campo en labores defensivas y ofensivas entre las dos áreas. Algunos ejemplos de mediocentros son Didí, Andrea Pirlo, Xavi Hernández, Luka Modrić, Paul Pogba, Yaya Touré, Arturo Vidal, Alexis Mac Allister, Juan Sebastián Verón, Dominik Szoboszlai, Gavi, Nicolò Barella, Vitinha, Pedri y Frenkie de Jong, entre otros muchos.

### Mediocampista externo
Dentro del once titular el mediocampista externo, también llamado interior, suele portar el dorsal 8. Son los centrocampistas que juegan apoyando el juego del mediocampo con los jugadores de banda y delanteros. Sus dos funciones, bien más orientados a las bandas y conocidos como volantes —donde comúnmente se les suele confundir con los extremos y los carrileros—, y cuya tarea es la de abrir el juego por las bandas para dejar espacio entre líneas, los cuales pueden aprovechar tanto los mediocentros como los delanteros; o bien hilvanar el juego entre líneas en posiciones más estáticas de ataque que favorezcan la movilidad por bandas y que las combinaciones con el resto de jugadores puedan abrir brechas en la defensa rival que den hueco a los delanteros. Una de las habilidades más destacadas de los interiores son sus pases y centros, ya que una de sus tareas es la de surtir a los delanteros de balones aéreos. También son famosos por su buen golpeo de balón en los saques de falta o córneres, por su finura técnica a la hora de regatear al rival o realizar diferentes maniobras, como las paredes. Las formaciones más comunes en las que se utiliza esta demarcación son 4-4-2 o 4-1-4-1. Algunos ejemplos de interiores son Toni Kroos, Andrés Iniesta, Bernardo Silva, Marcos Llorente, David Beckham, Federico Valverde, Mikel Oyarzabal, Yannick Carrasco y Ryan Giggs.

### Mediocampista ofensivo
Dentro del once titular el mediocampista ofensivo, también llamado mediapunta, enganche o volante diez, ya que suele portar el dorsal 10. Es el centrocampista más adelantado y se sitúa por detrás de los delanteros; su función es la de coordinar el ataque del equipo, dar el último pase a los delanteros o aprovecharse de los huecos libres que deja la defensa rival. Suelen ser jugadores muy elásticos y con una visión de juego extraordinaria, algunos también poseen un gran talento y técnica para regatear o hacer diferentes filigranas. Al igual que ocurre con los mediocentros ofensivos, el puesto de mediapunta es uno de los más relevantes dentro de una formación, ya que requiere que el jugador posea gran variedad de habilidades para poder desempeñar su tarea de forma satisfactoria. Las formaciones más comunes en las que se utiliza esta demarcación son 4-2-3-1, 4-3-1-2 o 4-4-2 en rombo. Algunos ejemplos de mediapuntas son Enzo Francescoli, Diego Maradona, Rui Costa Ruud Gullit, Carlos Valderrama, Roberto Baggio, Michel Platini, Álvaro Recoba, Zico, Luís Figo, José Mari Bakero, Rivaldo, Juan Fernando Quintero, Marco Reus, Teófilo Cubillas, Zinedine Zidane, Iker Muniain, Kaká, Ronaldinho, David Silva, Mesut Özil, James Rodríguez, Thomas Müller, Ariel Ortega, Kevin De Bruyne, Bruno Fernandes, Juan Román Riquelme, Cuahtemoc Blanco, Jude Bellingham, Emilio Butragueño y Hristo Stoichkov.

## Grandes centrocampistas

### Centrocampistas en FIFA 100
La lista FIFA 100 representa la opinión del exfutbolista Pelé sobre los mejores futbolistas vivos (activos o retirados) al momento de ser revelada la lista por FIFA el 4 de marzo de 2004. Los nombres seleccionados no están ordenados de acuerdo a un ranking, sino agrupados de acuerdo a su nacionalidad. La lista incluye el nombre de 51 centrocampistas (algunos de los cuales, como Diego Armando Maradona o Roberto Baggio, alternaban la función de centrocampista con la de delantero).
| Jugador               | Nacionalidad      | Posición       | Trayectoria     |
| --------------------- | ----------------- | -------------- | --------------- |
| Lothar Matthäus       | Alemania          | Centrocampista | 1979-2000       |
| Diego Maradona        | Argentina         | Centrocampista | 1976-93, 95-97  |
| Juan Sebastián Verón  | Argentina         | Centrocampista | 1994-2014, 2017 |
| Jan Ceulemans         | Bélgica           | Centrocampista | 1974-92         |
| Franky van der Elst   | Bélgica           | Centrocampista | 1978-99         |
| Falcão                | Brasil            | Centrocampista | 1972-86         |
| Júnior                | Brasil            | Centrocampista | 1974-93         |
| Rivaldo               | Brasil            | Centrocampista | 1989-2013       |
| Roberto Rivelino      | Brasil            | Centrocampista | 1965-81         |
| Ronaldinho            | Brasil            | Centrocampista | 1998-15         |
| Sócrates              | Brasil            | Centrocampista | 1974-89, 2004   |
| Zico                  | Brasil            | Centrocampista | 1971-89, 91-94  |
| Carlos Valderrama     | Colombia          | Centrocampista | 1981-2002       |
| Brian Laudrup         | Dinamarca         | Centrocampista | 1986-2000       |
| Michael Laudrup       | Dinamarca         | Centrocampista | 1981-98         |
| Luis Enrique Martínez | España            | Centrocampista | 1989-2004       |
| Michelle Akers        | Estados Unidos    | Centrocampista | 1985-2000       |
| Didier Deschamps      | Francia           | Centrocampista | 1985-2001       |
| Raymond Kopa          | Francia           | Centrocampista | 1949-67         |
| Robert Pirès          | Francia           | Centrocampista | 1993-2011       |
| Michel Platini        | Francia           | Centrocampista | 1972-87         |
| Patrick Vieira        | Francia           | Centrocampista | 1993-2011       |
| Zinedine Zidane       | Francia           | Centrocampista | 1988-2006       |
| Abédi Pelé            | Ghana             | Centrocampista | 1980-2000       |
| David Beckham         | Inglaterra        | Centrocampista | 1993-2013       |
| Bobby Charlton        | Inglaterra        | Centrocampista | 1954-75         |
| Roy Keane             | Irlanda           | Centrocampista | 1989-2006       |
| George Best           | Irlanda del Norte | Centrocampista | 1963-81, 83-84  |
| Roberto Baggio        | Italia            | Centrocampista | 1982-2004       |
| Gianni Rivera         | Italia            | Centrocampista | 1959-79         |
| Hidetoshi Nakata      | Japón             | Centrocampista | 1995-2006       |
| Augustine Okocha      | Nigeria           | Centrocampista | 1990-2008       |
| Johan Cruyff          | Países Bajos      | Centrocampista | 1964-84         |
| Edgar Davids          | Países Bajos      | Centrocampista | 1991-2009       |
| Ruud Gullit           | Países Bajos      | Centrocampista | 1979-98         |
| Johan Neeskens        | Países Bajos      | Centrocampista | 1968-91         |
| Frank Rijkaard        | Países Bajos      | Centrocampista | 1980-95         |
| Clarence Seedorf      | Países Bajos      | Centrocampista | 1992-2014       |
| René van de Kerkhof   | Países Bajos      | Centrocampista | 1970-89         |
| Willy van de Kerkhof  | Países Bajos      | Centrocampista | 1970-88         |
| Julio César Romero    | Paraguay          | Centrocampista | 1977-96         |
| Teófilo Cubillas      | Perú              | Centrocampista | 1966-84, 87-89  |
| Luís Figo             | Portugal          | Centrocampista | 1989-2009       |
| Rui Costa             | Portugal          | Centrocampista | 1990-2008       |
| Josef Masopust        | República Checa   | Centrocampista | 1950-70         |
| Pavel Nedvěd          | República Checa   | Centrocampista | 1992-2009       |
| Gheorghe Hagi         | Rumanía           | Centrocampista | 1982-2001       |
| Emre Belözoğlu        | Turquía           | Centrocampista | 1996-2020       |
| Enzo Francescoli      | Uruguay           | Centrocampista | 1980-97         |
| Michael Ballack       | Alemania          | Centrocampista | 1995-2012       |

### Mejores centrocampistas según la IFFHS
La lista de los mejores futbolistas del siglo XX confeccionada por la IFFHS en 2004 incluye los nombres de 18 jugadores que se destacaron como centrocampistas.
Nº, Selección, Jugador, (posición)
1. Johan Cruyff (10)
2. Diego Maradona (10)
3. Michel Platini (10)
4. Bobby Charlton (10)
5. Zico (10)
6. Lothar Matthäus (10)
7. Juan Alberto Schiaffino (10)
8. George Best (10)
9. Ruud Gullit (10)
10. Gianni Rivera (10)
11. Didí (8)
12. Giuseppe Meazza (8)
13. Fritz Walter (10)
14. Ladislao Kubala (10)
15. Josef Masopust (6)
16. Teófilo Cubillas (10)
17. Alessandro Mazzola (10)
18. Zizinho (8)